# Versols-et-Lapeyre

Versols-et-Lapeyre este o comună în departamentul Aveyron din sudul Franței. În 1 ianuarie 2022 avea o populație de 419 de locuitori.